# بستوینه
بستوینه (به لهستانی:  Bestwiny) یک روستا در لهستان است که در گمینا شننگتسا واقع شده‌است.